# Sexede primtal
Inden for matematik er sexede primtal to primtal, hvor forskellen mellem dem er 6. Eksempelvis er tallene 5 og 11 sexede primtal da 11 subtraheret med 5 lig med 6. Hvis p + 2 eller p + 4 (hvor p er det laveste primtal) også er et primtal, så er de sexede primtal også en del af et primtalstrillingepar.
Termen "sexede primtal" er en spil over det latinske ord for 6: sex.

## n# notation
I denne artikel står n# for produktet 2 · 3 · 5 · 7 · … af alle primtal ≤ n.

## Typer af grupperinger

### Sexede primtalspar
Sexede primtalspar under 500 er:
(5,11), (7,13), (11,17), (13,19), (17,23), (23,29), (31,37), (37,43), (41,47), (47,53), (53,59), (61,67), (67,73), (73,79), (83,89), (97,103), (101,107), (103,109), (107,113), (131,137), (151,157), (157,163), (167,173), (173,179), (191,197), (193,199), (223,229), (227,233), (233,239), (251,257), (257,263), (263,269), (271,277), (277,283), (307,313), (311,317), (331,337), (347,353), (353,359), (367,373), (373,379), (383,389), (433,439), (443,449), (457,463), (461,467). Følge A023201 og følge A046117 i OEIS
Per maj 2009 består det største kendte sexede primtal af 11.593 cifre, og det er fundet af Ken Davis. Primtallene er (p, p+6) for
p = (117924851 × 587502 × 9001# × (587502 × 9001# + 1) + 210) × (587502 × 9001# − 1)/35 + 5.
9001# = 2×3×5×...×9001 er en primorial, dvs produkt af primtal ≤ 9001. 

### Sexede primtalstrillinger
Sexede primtal kan bestå af større grupperinger. Primtalstrillinger (p, p + 6, p + 12) således at p + 18 er komposit kaldes sexede primtalstrillinger. Dem under 1000 er:
(5,11,17), (7,13,19), (17,23,29), (31,37,43), (47,53,59), (67,73,79), (97,103,109), (101,107,113), (151,157,163), (167,173,179), (227,233,239), (257,263,269), (271,277,283), (347,353,359), (367,373,379), (557,563,569), (587,593,599), (607,613,619), (647,653,659), (727,733,739), (941,947,953), (971,977,983). Følge A046118, følge A046119 og følge A046120 i OEIS
Per 2013 er det største kendte sexede primtalstrilling på 5132 cifre, og det er fundet af Ken Davis:
p = (84055657369 · 205881 · 4001# · (205881 · 4001# + 1) + 210) · (205881 · 4001# - 1) / 35 + 1.

### Sexede primtalsfirlinger
Sexede primtalsfirlinger (p, p + 6, p + 12, p + 18) kan kun begynde med primtal, der slutter på 1 i titalssystemet (bortset fra primtalsfirlinger hvor p = 5). Sexede primtalsfirlinger under 1000 er:
(5,11,17,23), (11,17,23,29), (41,47,53,59), (61,67,73,79), (251,257,263,269), (601,607,613,619), (641,647,653,659). Følge A023271, Følge A046122, følge A046123 og følge A046124 i OEIS
I november 2005 fandt Jens Kruse Andersen en sexet primtalsfirling med 1002 cifre:
p = 411784973 · 2347# + 3301.
I september 2010 annoncerede Ken Davis at han havde fundet en 1004-cifre sexet primtalsfirling med p = 23333  + 1582534968299.

### Sexede primtalsfemlinger
I en differensrække på fem med en fælles forskel på 6 bliver en af disse enheder delelig med 5, da 5 og 6 er indbyrdes primiske. Således er den eneste sexede primtalsfemling (5,11,17,23,29). Ingen andre sekvenser af sexede primtal er mulig.